# بروکدال (کارولینای جنوبی)
بروکدال(به انگلیسی: Brookdale) شهری در ایالت کارولینای جنوبی کشور ایالات متحده آمریکا است که جمعیت آن در سرشماری سال ۲۰۱۰ میلادی، ۴٬۸۷۳ نفر بوده‌است.